# 哈克斯滕 (科罗拉多州)
哈克斯滕（英語：Haxtun），是美国科罗拉多州菲利普斯县下属的一座城市。建市于1909年7月30日，面积大约为0.537平方英里（1.392平方公里）。根据2010年美国人口普查，该市有人口946人。2011年估计该市有人口937人，相比2010年人口增长率为-0.95%。同时，论人口该市是科罗拉多州第146大城市。